# Eupithecia adelpha
Eupitecia adelpha es una especie de polilla de la familia Geometridae. La especie fue descrita por primera vez por András Mátyás Vojnits en 1975 con distribución en Armenia. La especie holotipo fue descrita en el monte Sojuch y Ordubad en el sur de Armenia.